# 安藤純子
安藤 純子（あんどう すみこ、1946年10月22日 - ）は、日本の女優。

## 出演

### テレビ
- ジャイアントロボ 第13話「悪魔の眼ガンモンス」（1968年） - BF団55号
- 戦え! マイティジャック 第22話「東京タワーに白旗あげろ」（1968年） - Qの女
- 火曜日の女シリーズ 花は見ていた（1971年、NTV / ユニオン映画）
- 仮面ライダーシリーズ
  - 仮面ライダーV3 第35話「キバ男爵 最後の変身」（1973年） - 宮本長官の妻
  - 仮面ライダーX（1974年）
    - 第9話「Xライダー必殺大特訓」・第10話「GOD秘密警察! アポロガイスト!!」 - ミキの母
    - 第31話「立て! キングダーク!!」 - ユキの母

  - 仮面ライダーアマゾン 第20話「モグラ獣人 最後の活躍!!」（1975年） - 看護婦
- ウルトラマンタロウ 第41話「母の願い 真冬の桜吹雪!」（1974年） - 看護婦
- イナズマン 第23話「呪いのえのぐが人を溶かす」（1974年） - 佐伯京子
- 特別機動捜査隊（NET / 東映）第678話「追いつめられた群」（1974年）- 小野崎雪江
- 八州犯科帳 第5話「悪魔を見た女」（1974年、CX / C.A.L） - お文
- 冬の雲
- 二丁目三番地
- 太陽にほえろ!
- 転落の詩集
- 江戸の旋風Ⅱ
- 鬼平犯科帳 (丹波哲郎)

### 映画
- 女囚さそり 701号怨み節（1973年）

| スタブアイコン | サブスタブ | この項目は、まだ閲覧者の調べものの参照としては役立たない、俳優（男優・女優）に関連した書きかけの項目です。この項目を加筆・訂正などしてくださる協力者を求めています（P:映画/PJ芸能人）。 |